# آنا وشميدت وأوسكار
آنا وشميدت وأوسكار (بالألمانية: Anna, Schmidt und Oskar) هو برنامج ألماني وناطق باللغة الألمانية مُنذ أواسط التسعينيات في القرن العشرون، وهو مُشابه لبرنامج شارع السمسم في الولايات المتحدة الأمريكية. ويهدُف البرنامج إلى تعليم الأطفال الألمانيون اللغة الألمانية وكيفية التحدث بها.